# Петрич
Вижте пояснителната страница за други значения на Петрич.
Пѐтрич (на гръцки: Πετρίτσι; на турски: Petriç) е град в Югозападна България. Той се намира в област Благоевград и е в близост до границите с Гърция и Северна Македония. Градът е втори по големина в областта след Благоевград и е административен център на община Петрич.
По данни на ГРАО към 15 септември 2023 г. в града живеят 29 512 души по настоящ адрес и 40 338 души по постоянен адрес.

## География
Петрич е разположен в южната част на Санданско-Петричката котловина, в северното подножие на планината Беласица. Надморската височина на града е между 130 – 305 m, а климатът е преходно-средиземноморски. Средната годишна температура е 13,7 °С, като средната януарска температура е положителна – 1,6 °С, а средната юлска – 25,6 °С. Средната валежна сума е 693 mm. Максимумът на валежите е през зимата – 204 mm, а минимумът е през лятото – 103 mm. Зимата е мека и влажна, като рядко падат дебели снегове, а лятото е горещо и сухо. През града тече река Луда Мара, десен приток на Струмешница, която му придава особен колорит. Почвите са делувиални, алувиално-ливадни, глинесто-песъкливи, лекопесъкливи глинести и силноерозирани канелени горски. Той е вторият по големина град в област Благоевград. Разстоянието до областния център Благоевград е 81 km, до столицата София е 180 km, до Пловдив е 336 km, до Варна е 625 km, а до Бургас е 574 km. Населението нараства от естествен и механичен прираст.

## История

### Античност
Петрич е един от старите градове по долината на средна Струма. Според местни краеведи днешният град Петрич е наследник на древното тракийско селище, разположено в южното подножие на възвишението Кожух. В тази местност, разположена на 10 km североизточно от съвременния град, през 4 век пр.н.е. възниква тракийско селище на племето синти. През 1 век пр.н.е. римляните завладяват земите на медите и тогава малкото селище при Кожух се превръща в добре укрепен римски град крепост, който е опазвал средното течение на Струма и Рупелския пролом. Според интерпретацията на сведенията на римския историк Тит Ливий се допуска, че този град се казвал Петра. Археологическите разкопки показват, че той е съществувал до 6 век, когато е опожарен от славяните. Предполага се, че останалите живи жители са напуснали опожарения град и се заселили в подножието на близката планина Беласица, с което поставили началото на днешния град Петрич, като към старото име е добавено славянското окончание „-ич“.
Последните археологически изследвания и локализацията на античния град Хераклея Синтика в местността Кожух доказват, че между този град, разположен в земите на тракийското племе синти, и съвременния Петрич не съществува никаква приемственост, а хиатус от няколко века. Най-ранните поселения на мястото на града се появяват едва през X – XI век. Петрич се оформя като значимо селище и регионален център едва в края на XII – XIV век.

### Средновековие
Петричкият край е присъединен към българската държава през 837 г. в резултат на войната на българския хан Пресиян срещу Византия. В края на X и началото на XI век земите около Петрич заемат важно военно-стратегическо място в Самуиловата държава. През 1014 г. недалеч от днешния град, в така наречената Ключка клисура, се провежда решителната битка между българските войски начело с цар Самуил и войските на византийския император Василий II. Останките от Самуиловата крепост и до днес напомнят за ослепяването на пленените 14 000 български воини. За това деяние византийският император Василий II получава прозвището Българоубиец.
През периода XII – XIV век Петрич се превръща в здрава твърдина – част от укрепителната система в югозападна България. За това свидетелстват останките от средновековната крепост Гяур калеси, около която първоначално възниква градът. Поне през XIII – XIV век градът се състои от две части – крепост, т.е. укрепено градско ядро и неукрепен външен град, но с охранявани от кули входно-изходни артерии.
За първи път Петрич се споменава в писмените извори в грамотата на владетелите Йоан и Константин Драгаш, които през 1376 – 1377 г. подаряват тук имоти на руския манастир „Свети Панталеймон“ в Света гора.
Градът пада под османска власт след 1395 г., когато заедно с неговата околност е включен в състава на Кюстендилския санджак като център на самостоятелна нахия.

### В Османската империя
През годините на османското владичество Петрич придобива мюсюлмански облик. Българите бягат в отсрещната планина Огражден, за да бъдат по-далече от своеволията на турците. Османският пътешественик Евлия Челеби посещава Петрич през 1652 г. и съобщава, че паланката има 240 недотам благоустроени къщи с градини. Има всичко две махали с джамия, параклис, два хана и само една баня. Център е на каза с 80 села. Има 50 дюкяна, което подсказва за нивото на занаятите и търговията.
Петрич е известен преди всичко със селскостопанското си производство: пшеница, ечемик, ръж, овес, памук, ориз, тютюн, афион, плодове, важно място сред които заемат кестените. През периода XVI – XIX век, западно от града, в землището на село Долене се провежда прочутият Долянски панаир, който се утвърждава като един от най-големите панаири в европейските владения на Османската империя.
През Възраждането с развитието на занаятите и търговията градът и населението му нарастват. Петрич отново променя демографския си облик. През XIX век в града се заселват български фамилии от планината Огражден, Негушко, Гостиварско и от други места. Гръцкият просвещенец Атанасиос Псалидас пише в своята „География“ (1818 – 1822), че Петрици е населяван от „турци и българи“. По това време Рилският манастир получава ежегодно помощи от Петрич. През 1839 година поклонници от града внасят в манастирската каса 1273 гроша. В 1845 г. руският славист Виктор Григорович на път от Струмица за Сяр посещава града и пише в „Очерк путешествия по Европейской Турции“:
| „ | В градчето Петерч е пълно с рушащи се къщи и прекрасни градини. Няма нито църква, нито училище. Ако се вярва на жителите, построяването им не се разрешава от турците. | “ |

След публикуването на Хатихумаюна през 1856 година българите-занаятчии в града се обединяват в два еснафа: кундуро-папукчийски и симидчийско-хлебарски. По-късно към тези две сдружения се присъединяват и занаятчии от други браншове и така те се превръщат в две мощни, чисто български организации.
Александър Синве („Les Grecs de l’Empire Ottoman. Etude Statistique et Ethnographique“), който се основава на гръцки данни, в 1878 г. пише, че в Петрич (Pétritch), Мелнишка епархия, живеят 350 гърци. В „Етнография на вилаетите Адрианопол, Монастир и Салоника“, издадена в Константинопол в 1878 г. и отразяваща статистиката на населението от 1873 г. Петрич (Petritch) е посочен като град с 1070 домакинства с 1264 жители мюсюлмани и 1312 българи.
В 1889 г. Стефан Веркович („Топографическо-этнографическій очеркъ Македоніи“) пише за Петрич:
| „ | Градът Петрич лежи на река Струмница в подножието на Белашица. Има около 100 магазина и няколко хана, 2 църкви, 1 училище, 2 джамии и 1 мюсюлманско училище. Той е седалище на мюдюра, кадията и меджлиса на каазата. Пазарът е всяка сряда. | “ |

Към 1900 г. според статистиката на Васил Кънчов („Македония. Етнография и статистика“) населението на града вече брои 7190 души, от които 2450 българи, 4600 турци, 40 власи и 100 цигани.
Както всички градове в Османската империя, така и Петрич, въпреки значителното си нарастване, не е имал градоустройствен план. Къщите са изградени от груби големи камъни, взети от речното корито и споени с кал и слама, гъсто натрупани по двата бряга на реката, която прорязва града. Приземният етаж винаги се е използвал за складиране на продукти и обор за животните. За горния етаж, който е служил за дом на семейството, се отива отвън чрез стълбище, приличащо на подвижна стълба. Мебелировката е проста. Стаите са застлани с тъкани шарени черги, а по рафтовете са наредени бакърени, дървени и глинени съдове.
Както навсякъде, така и в Петрич облеклото е израз на социални различия. По-богатите са облечени с копринени фустани, дълги рокли, самурени кюркчета и с три реда нанизи на шията, а по-бедните – с обикновени тъкани фустани, шарени престилки и големи шамии.
Петричани са трудолюбиви хора. По-голямата част от времето си те прекарват в тежък труд в чаршията, на дюкяна, в работилницата, на полето, на своето дребно парче земя или в чифлика на бея и чорбаджийската нива. „Техните движения – пише англичанинът Джордж Абът, са бавни, но сигурни. Лицата им загрижени и изгорели от слънцето. Не притежават дарбата красноречие, но в замяна на това са надарени със способност за усилена, непрекъсната работа“.

### Възрожденски борби
По времето на Възраждането Петрич се изправя за нов живот. В него се разгаря упорита борба срещу гърцизма за налагане на българския език в училището и църквата. В 1855 година за учител в града е назначен хилендарски монах българин, който като вижда, че в Петрич никой не говори гръцки, започва да преподава на български, но скоро е уволнен. След 1856 година Панчо Попмихов открива частно училище, в което преподава на гръцки и на български. През 1857 г. с труда и средствата на цялото християнско население от града се изгражда църквата „Успение Богородично“. В храма се въвежда богослужение на гръцки език, а в двора му се разкрива гръцко училище. То се помещава в къщата на Иван Попманолев, подарена от жена му на църквата „Успение Богородично“. През 1868 г. завършва строежът на първата българска църква „Свети Николай“, която се превръща в център на борбите на българското население срещу гръцката пропаганда. През същата година в Петрич е основана и първата българска църковна община, която се утвърждава в главен обединителен център на българите в Петричко. С нейно съдействие през 1873 г. се открива първото новобългарско училище от йеродякон Агапий Войнов от Кюстендил. След него до 1876 г., като учители в града работят Ефтим Поптраянов от Пехчево и Димитър Филипов от Радовиш. В 1876 година след Априлското въстание българското училище е затворено, а гръцкият силогос изпраща в Петрич безплатен гръцки учител.

По силата на Санстефанския мирен договор от 1878 г. градът влиза в пределите на освободена България. На 20 май 1878 г. българската община в града се присъединява към Мемоара на българските църковно-училищни общини в Македония до Великите сили с искане за влизане в сила на Санстефанския договор и присъединяване на Македония към България, с подписите на Стоян Георгиев и Георги Урумов. Съгласно клаузите на Берлинския договор Петрич е върнат обратно на Османската империя, където остава до 1912 г. 
В 1881 г. Урумов от Радовиш прави неуспешен опит да отвори отново българското училище. Училището е отворено от Лазар Теофанов от Мелник, но скоро той е изпратен от властите с белезници на ръце в Сяр. Едва на следната 1882 г. училището отваря врати, като главен учител в града става Кочо Мавродиев с помощник Димитър Филипов. Мавродиев има големи заслуги за развитието на българското културно и просветно дело в Петрич и Петричко. Той е основоположник на класното и девическото училище в града. По негова инициатива на 11 май 1889 г. за първи път се празнува празникът на славянската писменост.
През 1891 г. Георги Стрезов пише за Петрич:
| „ | Градът Петрич, центърът на казата, лежи в подножията на Беласица; пада се на СИ от Сяр на 12 часа път. Посред града тече планински поток, който във време на силни дъждове влече къщи и дюкяни. Къщите са вехти, дървени; а улиците тесни, изкривени, както във всичките по-малки градове в Македония. В сряда става доста оживен пазар за цялата околия. Специално в Петрич се разпродават всякакви овощия за Сяр, Солун и Джумая. Откъм западната страна, вън от града, се виждат развалини от една кула, „Гяур кулеси“ наречена. Местно едно предание разказва, че тя била част от една крепост, която принадлежала на някой си български цар. От тая твърдина сега стоят само железни затворени врата. [...] До града е „Тодоровата поляна“, оброчище, дето става водосвет на Тодоровден. Числото на къщите възлиза до 1150; от жителите 3250 са турци и 2600 българе. Има две църкви, в едната от тях, в по-хубавата, се допуска по нещо на български. Има мъжко и девическо гръцко училище, с 3 учителя и 47 ученика. Българското мъжко училище брои 90 ученика с 2 учителя; девическото: 49 ученички с 2 учителки. Сравнително с всичките други околни градове българщината в Петрич най-добре е поставена. Той е едничкият град по тези краища, дето българите имат надвес над гърците. Петричане при все това признават Гръцката патриаршия, Мелничкия гръцки митрополит. | “ |

В началото на 1892 година мнозинството от българите в Петрич и района преминават официално под ведомството на Българската екзархия. Към 1893 година според Атанас Шопов градът има 9000 жители, от които 6000 мюсюлмани, а останалите – православни българи. Гъркоманската партия в града обаче запазва позиции. Според статистиката на секретаря на Българската екзархия Димитър Мишев („La Macédoine et sa Population Chrétienne“) в 1905 година християнското население на Петрич се състои от 3392 българи екзархисти, 1080 българи патриаршисти гъркомани, 20 гърци и 176 власи. В града функционира едно начално и едно прогимназиално българско училище с петима учители и 173 ученици, както и 2 начални и 1 прогимназиално гръцко училище с 4 учители и 55 ученици.
В 1899 г. е представено първото театрално представление в града – комедията „Комарджията“, а през 1909 г. е основан струнен оркестър, чиито първи изяви са през следващата година. Оркестърът и хорът към него са обединени в „Българско музикално-певческо дружество Струна“. През учебната 1899 – 1900 г. е създадена библиотека към класното училище, когато учителят Димитър Гущанов записва първите читатели на събраните в училището книги. Тази училищна библиотека по-късно поставя началото на читалищната библиотека в Петрич. 90-те години на XIX в. носят и създаването и на първите т.нар. „забавачници“ в Петрич и региона, в които се обучават деца в предучилищна възраст.
В 1899 година учителят Георги Константинов полага основите на комитет на ВМОРО в града. Тук развиват своята революционна дейност известни дейци като Димитър Гущанов, Атанас Лютвиев, Мануш Георгиев и Христо Чернопеев.

### В България
По време на Балканската война през октомври 1912 година Петрич е освободен от четата на капитан Никола Парапанов. Шестдесет и шест души от града се включват в редовете на Македоно-одринското опълчение. Турците напускат града, както и голяма част от гръкоманите, които се заселват от другата страна на Беласица в село Ветрен, прекръстено на Неон Петрицион (на димотики днес Нео Петрици, в превод Нови Петрич). В града се установява българска военно-административна управа. Комендант на Петрич става Никола Парапанов, а първи кмет – Михо Попов. За околийски управител на новосформираната Петричка околия е назначен Стаме Станоев.
Намалелият брой на жителите на града отново се увеличава след Междусъюзническата война, когато хиляди бежанци поемат пътя към свободната част на отечеството. В Петрич се установяват да живеят около 4500 души бежанци от анексираните от Сърбия и Гърция Вардарска и Егейска Македония. За няколко години броят на жителите на града достига 7164 души.
По време на Първата световна война, телеграфната рота, командвана от Борис Богданов се установява край Петрич на 7 януари 1916 година, когато гръцките войски се готвят да нападнат и превземат града, съсредоточавайки големи сили там. Цар Фердинанд изпраща телеграма на Богданов да изведе населението от Петрич, а самият град да се опожари, за да не попадне в гръцки ръце. За да не изпълни заповедта и да не опожари града, Богданов се самоубива на 10 януари 1916 година. Гръцките войски се отказват от намеренията си, а петричани в знак на признателност към Богданов го погребват в двора на църквата „Свети Николай“.
От 1920 до 1934 година Петрич е окръжен град, административен център на Пиринска Македония. Между двете световни войни се извършва и първото планиране, водоснабдяване и електрифициране на града. По това време се построяват сградите на гимназията и училище „Кочо Мавродиев“, „Гоце Делчев“ и „Отец Паисий“. Център на културния живот става читалище „Братя Миладинови“, което се настанява в турската джамия „Султан Селим“. Издигнат е паметникът „Загинали за Родината“ в памет на загиналите петричани в Балканската, Междусъюзническата и Първата световна война. В града се издава „Петрички окръжен вестник“.
След Освобождението в поминъка на петричани не настават никакви особени промени. Земеделието, скотовъдството и занаятите остават основен източник за прехрана. Земите на избягалите турци по време на Балканската война се разделят на малки късове и се раздават на безимотните семейства и бежанците. С учредяването през 1919 година на потребителна кооперация „Беласица“ се поставя началото на кооперативното движение. В периода 1920 – 1927 година се създават още девет кооперативни сдружения и воден синдикат „Струмешница“.
През октомври 1925 година по време на гръцко-българския пограничен конфликт, известен като Петрички инцидент, градът е бомбардиран от гръцката армия. Петричани дават решителен отпор на гръцките части и не допускат Петрич да бъде превзет.
Днес Петрич е административен, стопански и културен център на община Петрич. Населението през 1997 година е 27 887 души. Петричка община включва 55 села, с които населението възлиза на 57 477 души към 1997 година. В Петричка община има 3 начални училища, 24 основни училища, 6 средни училища, 8 детски градини, 14 обединени детски заведения. Културна дейност развиват 21 читалища. В Петрич са открити Исторически музей и Общински детски комплекс.

## Население
| \| Година на преброяване \| Численост \| \| --------------------- \| --------- \| \| 1934 \| 10 120 \| \| 1946 \| 13 493 \| \| 1956 \| 16 401 \| \| 1965 \| 20 639 \| \| 1975 \| 24 379 \| \| 1985 \| 26 482 \| \| 1992 \| 27 659 \| \| 2001 \| 29 606 \| \| 2011 \| 28 902 \| |           |
| Година на преброяване | Численост |
| 1934 | 10 120    |
| 1946 | 13 493    |
| 1956 | 16 401    |
| 1965 | 20 639    |
| 1975 | 24 379    |
| 1985 | 26 482    |
| 1992 | 27 659    |
| 2001 | 29 606    |
| 2011 | 28 902    |

Според преброяването на населението през 2011 година, етническият състав включва 23 967 българи, 2309 цигани, 86 турци и 247 други.

## Религии
В Петрич голямото мнозинство от населението изповядва източноправославното християнство. В града функционират следните православни храмове:
- Църква „Успение Богородично“
- Църква „Свети Николай“
- Църква „Свети Георги“
- Църква „Свети Илия“
- Църква „Въведение Богородично“ - гробищната черква.
- Манастир „Света Петка Българска“
- Параклис „Света Неделя“ - намира се в манастира „Света Петка“[37]
- Параклис  „Свети Димитър Солунски“ - намира се в планината Беласица, след квартал „Дълбошница“[38]

## Политика
Кмет на Петрич е Димитър Бръчков. Общинският съвет е от 33 души.

## Икономика
Икономиката в града е силно повлияна от леката индустрия на съседна Гърция, както и от трансграничната търговия с Гърция и Северна Македония.
В града има производствена база за продукти ниско напрежение на „АББ България“ ЕООД.

## Културни и природни забележителности
- Природен парк Беласица
- Къща музей на българската ясновидка Баба Ванга
- Исторически музей
- Паметник „Загинали за Родината“ – изграден е през 1937 година по проект на професор Иван Лазаров в памет на загиналите петричани по време на Балканските войни (1912 – 1913), Първата световна война (1915 – 1918) и Петричкия инцидент (1925)
- Паметник на антифашиста Антон Попов

В близост до Петрич се намират:
- Античен град Хераклея Синтика
- Местност „Рупите“ – с храм-паметник „Света Петка Българска“
- Парк музей Самуилова крепост
- Праисторическото селище Промахон-Тополница
- Чуриловски манастир „Свети Георги“

## Галерия
- Снимки от Петрич
- По търговската улица
- Къщата на Баба Ванга в Петрич
- Изглед от центъра на Петрич
- Нощен изглед от Петрич
- Петрич на смрачаване
- Общ изглед от Петрич
- Хотел „България“
- Паркът до кметството с река Луда Мара
- Централният градски площад
- Поглед към Петрич от Беласица
- Паметникът „Загинали за Родината“
- Центърът на Петрич

## Обичаи

### Станчинари (местните кукери)
Станчинари се наричат в Петрич и региона кукерите. Станчинарските и русалийските игри се устройват всяка година на 1 януари на празника Сурва. Макар да разчита на местни самодейци, събитието привлича все повече гости от страната и чужбина.
В състезанието участват самодейни групи от различните квартали. Програмата на всяка една от групите (по квартали) трае обикновено около половин час. Броя на участниците варира, но е около 60 – 150 души с различни роли; според медиите през 2025 г. над 1000 души ще вземат участие. Има хора с огромни маски, по които понякога има дори препарирани животни, клоуни, танцьори, музиканти. Програмата на импровизираната сцена пред кметството е само малка част от преживяването. Всяка група тръгва от своя квартал. Шествието се отправя към кметството, изнася програмата си и след това участниците се смесват с тълпата.
В последните години в групите се включват и представители на други етноси (цигани), така е елиминиран проблемът с етническото противопоставяне, характерно за предишни издания на събитието.

## Спорт

### Футбол
Футболният отбор на Петрич е ПФК Беласица. Клубът е основан през 1920 г. като носи имената Мануш войвода, Любомир Весов, Македония, Илинден и Динамо. Беласица е от 1957 г.
Участва в А група от 1980 до 1984 г. Завръща се в първия ешелон през 1999 г. През сезон 2004/05 се състезава в българската Висша лига. Президент на отбора от 1996 г. е бизнесменът Костадин Хаджииванов.
Стадионът, на който „Беласица“ играе, се казва „Цар Самуил“ и е с капацитет от 7000 места.

## Побратимени градове
Петрич е побратимен град или партньор с:
- Истра, Русия[41]
- Миовени, Румъния[42]
- Струмица, Северна Македония
- Сяр, Гърция[43]

## Други
На Петрич е наречена улица в София (Карта). На името на града е именуван връх Петрич (Petrich Peak) на остров Ливингстън, от архипелага Южни Шетландски острови, Антарктида.